# Hölderlin-Gymnasium Nürtingen
Das Hölderlin-Gymnasium Nürtingen (kurz: HöGy) ist eines der beiden allgemeinbildenden Gymnasien in der Stadt Nürtingen.

## Geschichte
Das Hölderlin-Gymnasium wurde 1970 als Ausgliederung des sprachlichen Zuges des Max-Planck-Gymnasiums gebildet. Das Gymnasium wird heute von etwa knapp 940 Schülerinnen und Schülern besucht, die von etwa 80 Lehrkräften unterrichtet werden. Es erinnert an Friedrich Hölderlin, der in Nürtingen die Lateinschule besucht hatte.

## Profile, Arbeitsgemeinschaften
Am Hölderlin-Gymnasium in Nürtingen gibt es einen bilingualen Zug. Von der fünften bis zur zehnten Klasse werden die Fächer Geschichte, Erdkunde, Biologie und Gemeinschaftskunde auf Englisch unterrichtet.
In jedem Schuljahr wird ein Fach auf Englisch eingeführt. Der jeweilige Klassenverband bleibt bis zur Kursstufe bestehen.
Das Hölderlin-Gymnasium bietet vier Profile an: Beim Übergang in die 8. Klasse muss sich ein Schüler zwischen dem sprachlichen Profil (drei Pflichtfremdsprachen), NWT (Naturwissenschaft und Technik), IMP (Informatik, Mathematik, Physik) oder dem Musik-Profil entscheiden.
Es werden vier verschiedene Fremdsprachen angeboten:
- Englisch (5. Klasse)
- Französisch oder Latein (6. Klasse)
- Spanisch (8. Klasse)

Zur Förderung der Schüler in bestimmten Bereichen werden viele AGs angeboten, die von Schülern und Lehrern betreut werden. Dazu gehören sportliche Arbeitsgemeinschaften, wie die Ruder-AG, die Fußball-AG, die Tischtennis-AG oder die Kletter-AG. AGs wie die Kunst-AG/Theater-AG oder Talente-AG fördern die Kreativität der Schüler. Eine weitere Besonderheit ist die Imker-AG. Das Hölderlin-Gymnasium produziert mithilfe der Schüler selbst Honig und bietet diesen zum Verkauf an.

## Exkursionen und Austausch
Während der Schulzeit gibt es viele Möglichkeiten mit Schülern anderer Länder in Kontakt zu kommen:
- In der 9. Klasse gibt es einen Schüleraustausch mit der französischen Stadt Oullins
- Seit 2006 auch einen deutsch-ungarischen Austausch.
- Ebenfalls gibt es die Möglichkeit in der 10. Klasse an einem deutsch-spanischen Austausch in Barcelona teilzunehmen.
- Zweijährig nimmt der Jahrgang 10 an einem Schüleraustausch an dem gymnázium vídeňská in Brünn (Tschechien) teil. Im Rahmen dieses Austauschs wird unter anderem auch die Stadt Prag besucht.[5]
- Jährlich wird das Högy auch von Schülerinnen und Schülern aus Chile oder von deutschen Schulen in Ägypten besucht.

Es haben sich weitere Exkursionen etabliert:
- In der 6. Stufe wird ein einwöchiges Schullandheim angeboten, wobei der bilinguale Zug nach England fährt.
- In der 8. Klasse gibt es die Möglichkeit an einem einwöchigen Sprachcamp im Kleinwalsertal teilzunehmen.
- Schülerinnen und Schüler mit dem Fach Latein besuchen in der 9. Klasse für drei Tage Trier. Wichtige Punkte sind dabei die Besichtigung der Porta Nigra und verschiedener Thermen.
- In der Kursstufe findet eine einwöchige Studienfahrt nach Berlin statt.
- Ebenfalls werden in der Oberstufe in den Leistungskursen zahlreiche eintägige Exkursionen z. B. zum Deutschen Museum, Museum Schloss Rosenstein oder zum Staatstheater Stuttgart angeboten.

Zur Förderung der Mehrsprachigkeit wird das DELF-Zertifikat (Diplôme d'Etudes en Langue Française) angeboten, ein international anerkanntes Sprachdiplom, für französisch als Fremdsprache.
Zudem besteht die Möglichkeit, das Cambridge Certificate in Advanced English (CAE) zu erwerben, ein weltweit anerkanntes Zertifikat für fortgeschrittene Englischkenntnisse.

## Offene Ganztagesschule und Mensa
Am Hölderlin-Gymnasium wurde ein Anbau für die Ganztagsschule realisiert. Die Einweihung des Ganztages-Neubaus fand am 24. April 2009 statt. Eine große Mensa entstand, die gleichzeitig als Aula und Festsaal genutzt werden kann. Darüber hinaus beinhaltet der Anbau ein Medienlabor, einen Projektraum, einen Besprechungsraum, eine Bibliothek und einen „Raum der Stille“. Auf dem Dach des Neubaus wurde eine Photovoltaikanlage installiert, finanziert aus Spenden und Darlehen. Auf dem Gelände des Hölderlin-Gymnasiums liegen ein Kunstrasenfußballfeld mit Flutlicht, eine Sporthalle und Leichtathletikanlagen.
Die Mensa wird durch einen Elternverein betrieben. Die Mahlzeiten werden vor Ort zubereitet, wobei auf Regionalität und Bio-Lebensmittel Wert gelegt wird.

## Musik und Theater
Musik spielt am Hölderlin-Gymnasium eine wichtige Rolle. Mit Beginn des Schuljahrs 2011/12 wurde das Musikprofil am Hölderlin-Gymnasium Nürtingen eingeführt, um Kinder auf vielfältige Art und Weise musikalisch zu fördern. Besonderer Wert wird auf das praktische Singen und Musizieren gelegt. Die Schüler haben dazu die Möglichkeit, an zahlreichen musikalischen Arbeitsgemeinschaften teilzunehmen. Angeboten werden der Unterstufenchor, das Unterstufenorchester, die Mini Big Band, die Big Band, das Symphonieorchester und der Kammerchor.
Während eines Schuljahres finden viele verschiedene Konzerte der Högy-Minibigband, der Högy-Bigband, des Unterstufenchors, des Chors, des Kammerchors und des Sinfonieorchester veranstaltet. Diese werden oftmals durch intensive Arbeitsphasen in der Musikakademie Ochsenhausen und in Weikersheim vorbereitet. Einmal im Jahr führen Schüler der Unterstufe ein Musical auf. Ebenfalls gibt es eine Theater-AG, die schon Schillers Maria Stuart und Die Räuber auf dem Programm hatte.
Die HöGy Big Band ist zweifacher Preisträger beim Schülerbandwettbewerb 2023 der Kreissparkasse Esslingen-Nürtingen und ist bereits dreimal auf Konzertreise in Ägypten gegangen.
Für musikalisch engagierte Schüler findet jährlich eine Chor-Intensivwoche im Schloss Weikersheim statt. Diese Exkursion bietet Raum für konzentrierte Probenarbeit und künstlerische Entwicklung in besonderer Umgebung.
Das preisgekrönte große Symphonieorchester der Schule hat seit dreißig Jahren einen weit über Nürtingen hinaus reichenden Bekanntheitsgrad. Konzertreisen nach Polen, Spanien und Wales zählen zu den Höhepunkten des ungefähr 69-köpfigen Orchesters. Auch der Kammerchor, der aus Schülern der Oberstufe und Mittelstufe besteht, führt zweimal im Jahr große Konzerte auf. Vom klassischen Oratorium bis zu Gospel und Jazz reicht dabei die musikalische Bandbreite.

## Schulleben
Speziell für die 5. Klasse wird eine Patenschaft mit Schülern höherer Klassen angeboten, um das Hölderlin-Gymnasium besser kennenzulernen.
Im Rahmen der SMV gibt es eine Vielzahl von Arbeitskreisen (AKs), in denen die Schülerinnen und Schüler Interessen einbringen und Verantwortung übernehmen können:
- Technik-AK: Instandhaltung und Bedienung der PA- und Lichtanlage, technische Planung und Durchführung von SMV-Veranstaltungen, Unterstützung der Schule bei technischen Angelegenheiten
- Umwelt-AK: Einsatz für Umweltschutz, Nachhaltigkeit, Wiederverwertung und Klimaschutz, Aufklärungsarbeit rund um umweltbewusstes Verhalten, Organisation einer jährlichen Kleidertauschparty
- Sport-AK: Organisation sportlicher Veranstaltungen, Planung der Sporttage am Schuljahresende, Durchführung freundschaftlicher Turniere mit anderen Schulen
- Feste-AK: Veranstaltungen für alle Altersklassen, wie z. B.: Weihnachtswoche, Faschingsparty, Auslandsinfoabend
- Öffentlichkeits-AK: Öffentlichkeitsarbeit, Bekanntmachung von Terminen und Events, Kommunikation mit der Schulgemeinschaft
- SoD-AK (Schule ohne Diskriminierung): Umsetzung des Projekts Schule ohne Rassismus – Schule mit Courage seit 2011, Umsetzung eines Weltenbuffets.

Das Projekt Schule als Staat in den Jahren 2004, 2015 und zuletzt 2025 (United State of Hölderlin) durchgeführt. In dieser Projektwoche verwandelte sich das gesamte Schulgebäude in einen fiktiven Staat, der von Schülerinnen und Schülern sowie Lehrkräften gemeinsam organisiert, aufgebaut und verwaltet wurde.
Der United State of Hölderlin hatte eine eigene Verfassung, Regierung, Währung und ein Parlament. Über 80 selbst gegründete Betriebe – darunter Cafés, Shops, Dienstleister, Medien, Kultur- und Freizeitangebote – bildeten das wirtschaftliche und gesellschaftliche Leben. Demokratische Wahlen, eine funktionierende Bürokratie sowie Polizei und Justiz machten das politische System erlebbar.
Das Projekt förderte Teamarbeit, Eigenverantwortung und politisches Verständnis und wurde von allen Beteiligten als großer Erfolg wahrgenommen.

## Generalsanierung 2022/2023
Im März 2022 wurde mit der Generalsanierung des Hölderlin-Gymnasiums begonnen. Dazu zog die Schule im Mai 2022 in Container um. Bereits im Dezember 2023 konnte die sanierte Schule wiederbezogen werden.
Die Neuerungen umfassen:
- großzügige Aufenthalts- und Lernbereiche für Schülerinnen und Schüler, wie die offene Bibliothek, Lerninseln, Aula oder die beheizbare Sitztreppe
- Fokusräume für kurze Besprechungen
- neuer Eingangsbereich mit Überdachung
- digitale Ausstattung in den Klassenräumen
- Holzfassade und Dämmung
- große Fensterflächen

Die Kosten für die Sanierung betrugen ca. 24 Millionen Euro. Die Sanierung wurde mit dem Architekturpreis für „beispielhaftes Bauen“ von der Architektenkammer ausgezeichnet.

## Sonstiges
- Das Hölderlin-Gymnasium bot bis zum Schuljahr 2005/06 eine Mathe-Spielwiese mit kniffligen Aufgaben für die Schüler der Klassen 5–7. Aufgrund stark gesunkener Teilnehmerzahlen seit der Einführung des G8 wurde sie zum Schuljahr 2006/07 eingestellt.
- Die Schülerzeitung Spongo wurde beim jährlichen Schülerzeitungswettbewerb des Spiegel unter 809 Titeln zu Deutschlands bester Schülerzeitung 2006 gewählt. 2007 belegte sie Platz 8, 2008 Platz 9.[15]

## Bekannte ehemalige Schüler
- Harald Schmidt (* 1957), Kabarettist und Moderator
- Wolff-Christoph Fuss (* 1976), Sportkommentator
- Stefan Schumacher (* 1981), Radrennfahrer
- Felix Dachsel (* 1987), Journalist
- Daniel Didavi (* 1990), Fußballspieler
- Ricarda Lang (* 1994), Politikerin (Grüne)

## Bilder

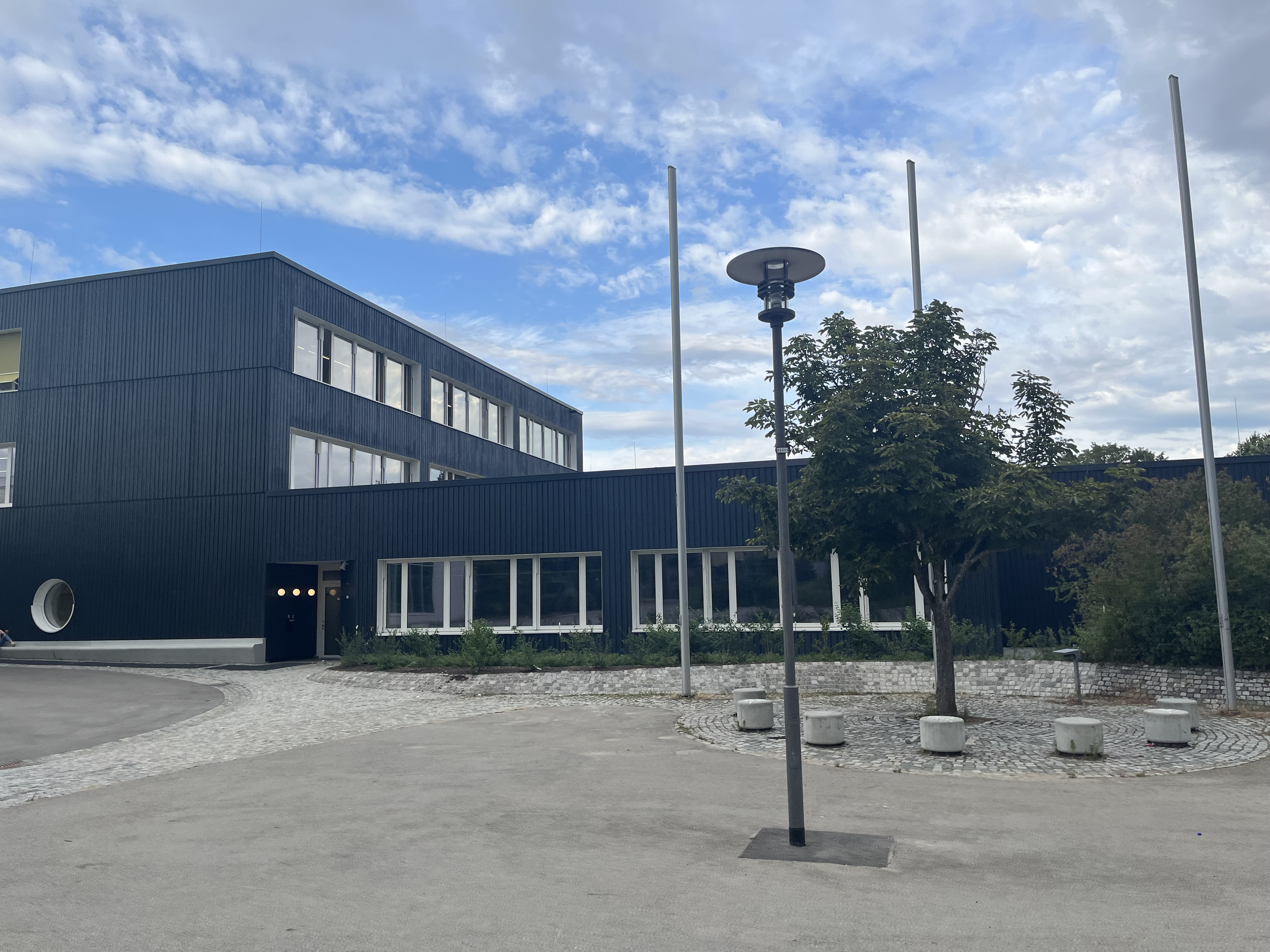
Saniertes Hauptgebäude mit Holzfassade
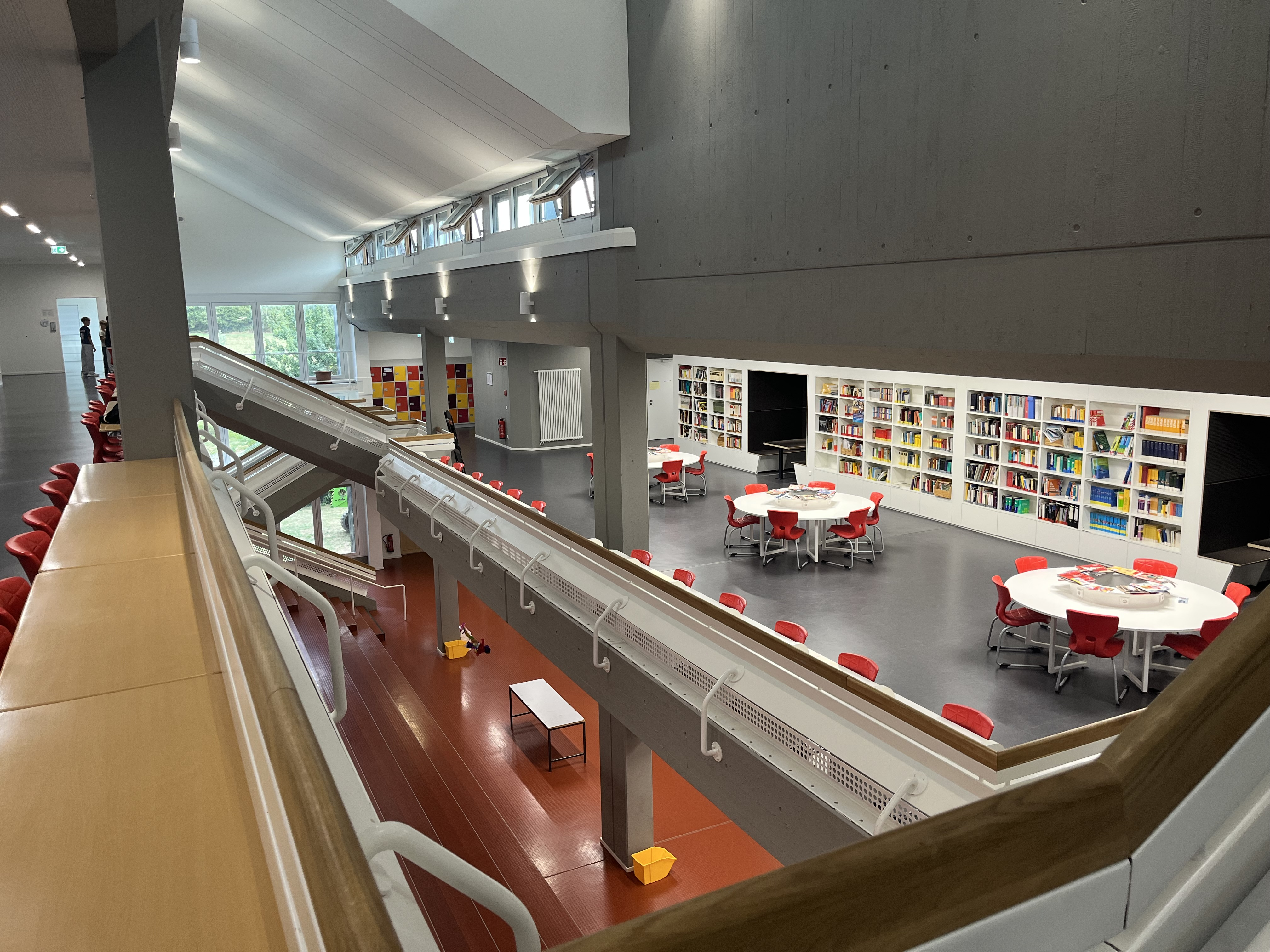
Offene Bibliothek auf Ebene 3
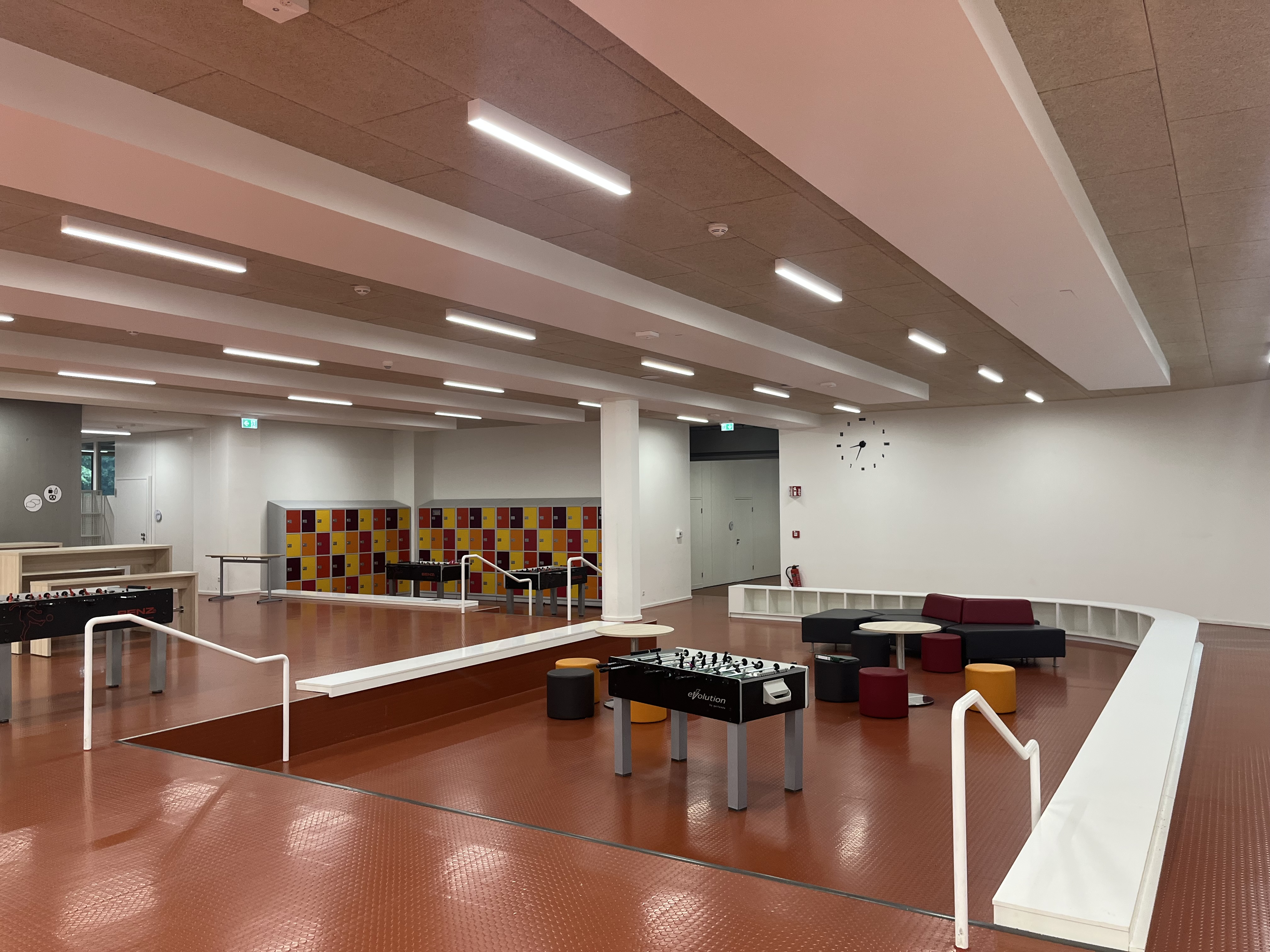
Aula im Eingangsbereich
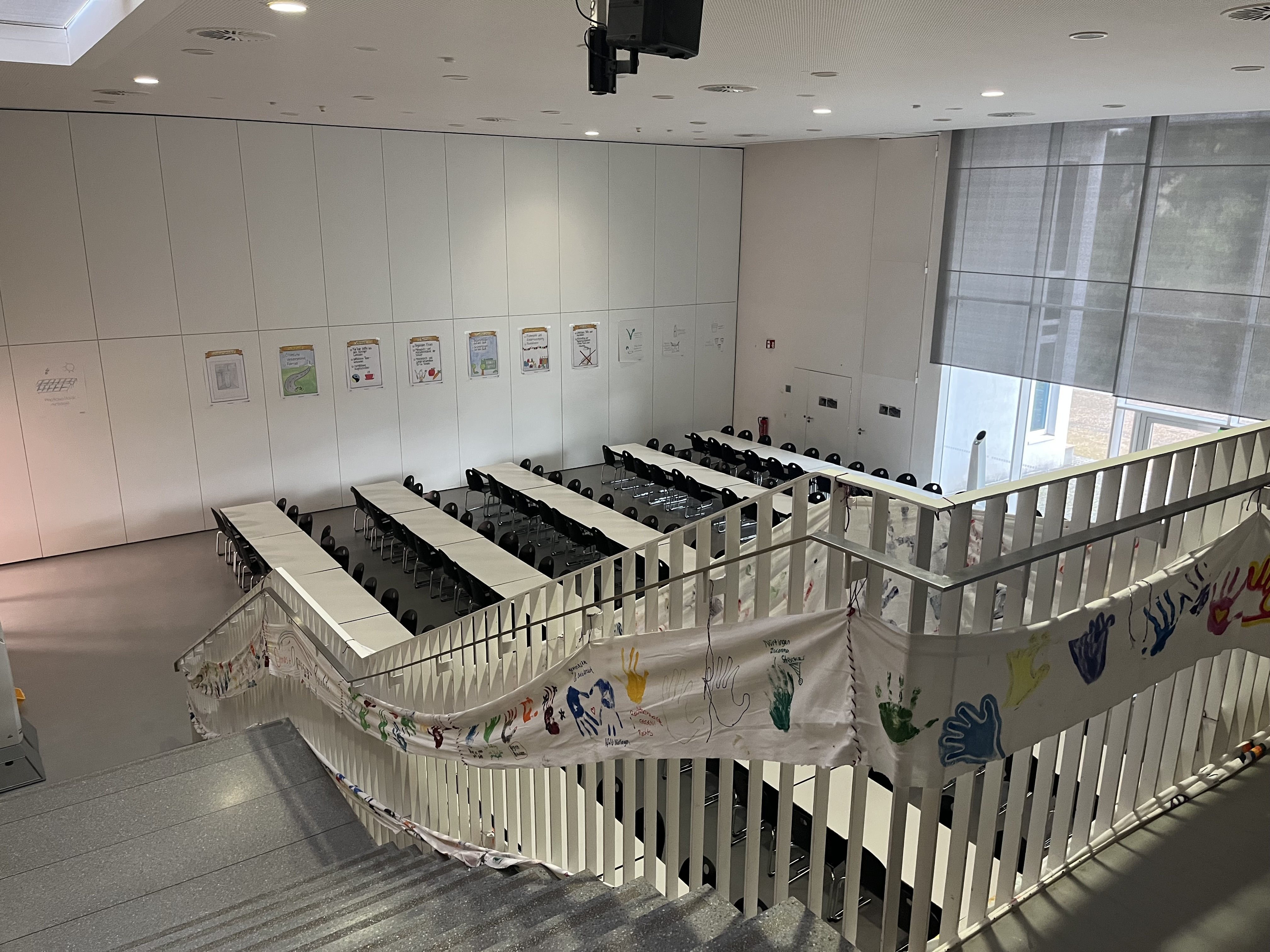
Blick von der Empore auf die Mensa
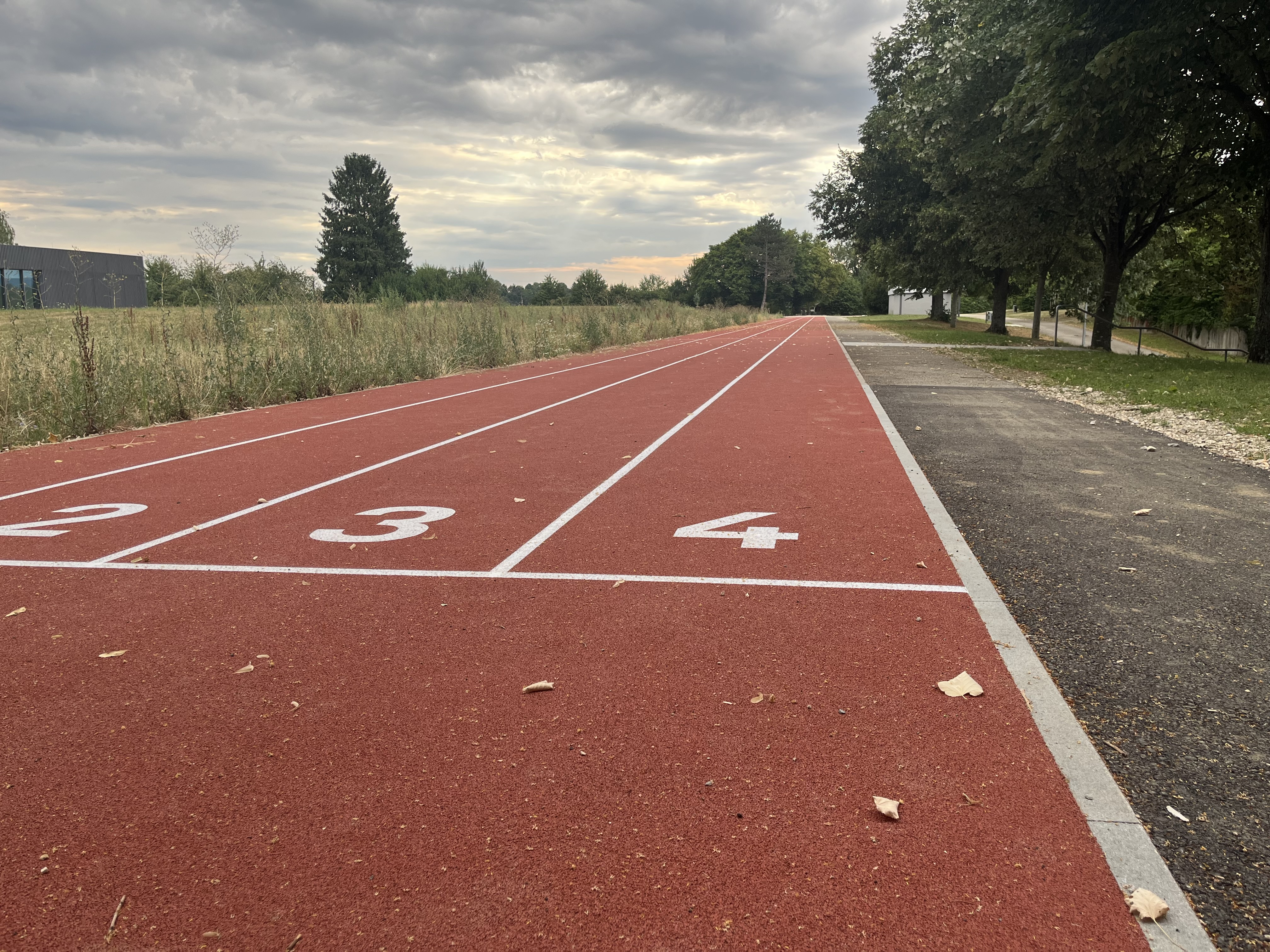
Neue Tartanbahn auf dem Sportplatz
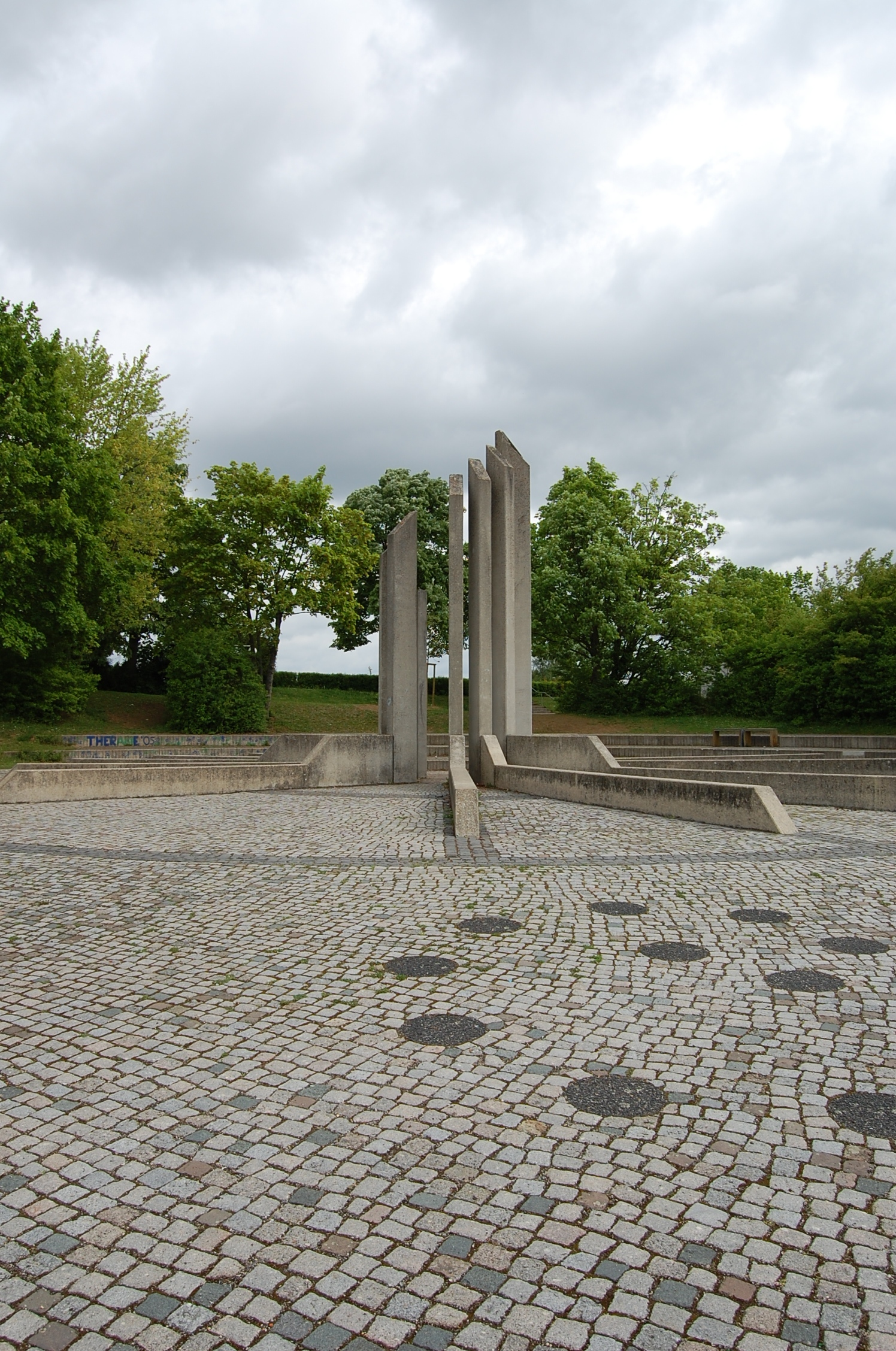
Skulptur auf dem Schulhof von K. H. Türk